# Alocasia chaii
Alocasia chaii — многолетнее травянистое растение, вид рода Алоказия (Alocasia) семейства Ароидные (Araceae).

## Ботаническое описание
Небольшие, крепкие травы до 40 см высотой, с коротким корневищем.
Стебель короткий, от прямого до полегающего.

### Листья
Листья у диких растений в небольшом числе, четыре или обычно меньше, у выращенных искусственно до семи. Черешки крепкие, до 20 см длиной, вложенные примерно на ¼ длины во влагалища, опушённые, бледно-зелёные, с рассеянными красными пятнами и крапинками снизу; влагалища постоянные, более-менее закрытые. Листовые пластинки широко-овально-эллиптические, 40 см длиной, но часто намного меньше и типично около 23 см длиной, 10—15 см шириной, в исключительных случаях 25 см шириной, от плотных, кожистых до полусуккулентных, почти полностью округлые, если не принимать в расчёт небольшие зазубрины между сросшимися задними долями, края отогнуты и образуют снизу приподнятую гладкую оправу, вершина от острой до тупой, с остриём около 1 см длиной, сверху бледно-матово-серые, снизу зеленовато-белые. Верхняя доля с 1—3 первичными боковыми Жилками с каждой стороны, отклонёнными примерно от 90° до 30° от центральной жилки. Первичные жилки сверху несколько подняты вблизи от центральной жилки и утоплены вдали от неё, вровень с утопленными осевыми красными желёзками снизу. Вторичные жилки сверху утопленные, снизу более-менее вровень с пластинкой, формируют заметные межпервичные общие жилки. Нижние доли составдяют 1⁄3—¼ длины верхней доли, их жилки составляют примерно 30° с центральной жилкой.

### Соцветия и цветки
Соцветия по нескольку вместе (до 4 у крепких растений) с одним катафиллом, каждое снабжено коротким, широким профиллом. Цветоножка короткая, более-менее скрытая в катафилле. Покрывало около 7 см длиной, снаружи белое, с рассеянными красными пятнами в нижней части, внутри однотонно глянцево-белое. Трубка покрывала 2,5—3,5 см длиной, яйцевидная, отделена от пластинки довольно слабым наклонным сжатием. Пластинка покрывала вертикальная даже после цветения, узко-ланцетовидно-треугольная, 3—5 см длиной.
Початок составляет 2⁄3 длины покрывала, около 4,5 см длиной, на короткой ножке; ножка цилиндрическая, 2—5 мм длиной, глянцево-белая. Женская цветочная зона составляет ¼ длины початка; пестики располагаются умеренно плотно; завязь яйцевидная, около 1,5 мм в диаметре, располагается по диагонали, бледно-зеленовато-белая; столбик более-менее отсутствующий; рыльце белое, единичное, двухлопастное, иногда трёхлопастное. Стерильная зона отсутствующая или представлена несколькими (менее 5) синандродиями. Мужская цветочная зона от цилиндрической до бочкообразной, составляет ¼ длины початка, ширина её составляет 2⁄5 от длины, цвета слоновой кости; синандрии располагаются тесно, более-менее квадратные в поперечном сечении, около 1,5 мм шириной; теки слегка превышают связник. Придаток составляет 1⁄3 от длины початка, узкоконический.

### Плоды
При плодоношении покрывало широкояйцевидное, около 2,5 см длиной, вертикальное, глянцевое, блестящее, цвета маджента, с несколькими рассеянными тёмными пятнами и полосками во время созревания плодов, раскалывается продольно на несколько неравных полосок, отгибающихся и открывающих созревающие ягоды.
Плоды — ягоды от ярко-оранжевых до красных, шаровидные, около 0,5 см в диаметре, каждая с 1—3 семенами.
Семена около 3 мм в диаметре, коричневые.

## Распространение
Встречается в Борнео (Саравак).
Растёт в сырых горных лесах, среди опавшей листвы, на открытых местах или в тени деревьев; на высоте от 540 до 670 м над уровнем моря.